# Яковлев, Олег Жамсараевич
Олег Жамсараевич Яковлев (18 ноября 1969, Чойбалсан, Монголия — 29 июня 2017, Москва, Россия) — российский певец и актёр, бывший солист группы «Иванушки International» (1998—2013).

## Биография
Олег Яковлев родился 18 ноября 1969 года в Чойбалсане (Монголия). Именно там и познакомились родители: 36-летняя учительница русского языка бурятка Людмила Жамсараевна (она работала в воинской части) и 18-летний военнослужащий-срочник из Узбекистана. Они встретились несколько раз, а когда родился Олег, военно-полевой суд обязал отца вступить в брак, но мать этого не захотела, и отец уехал на родину в Узбекскую ССР. Мать дала сыну отчество по имени своего отца — Жамсараевич. Отца Олег не увидел и не знал, как его зовут, потому что мать про отца никогда не рассказывала.

Помню, и как учительница — в Улан-Баторе я пошёл в первый класс — пыталась переучить меня, левшу, писать правой рукой.— 
Вернулся в СССР в 8 лет, с матерью и двумя старшими сёстрами жил в пгт Селенгинск Кабанского района Бурятской АССР, где начал обучение в селенгинской школе искусств № 1 по классу фортепиано.

В детстве был загружен по полной: учёба в школе, музыкальная школа, спортивные секции. Приносил со школы грамоты о прилежном поведении и хорошей учёбе. Лидия Юрьевна Фомичёва — любимый педагог в Селенгинской музыкальной школе № 1, преподаватель по фортепиано. Учила нас кататься на велосипеде, подкармливала. Мы с ней поддерживаем отношения. Помню, как она мне сказала, что если я продолжу карьеру пианиста, то меня ждёт большой успех.— 
Позже семья переехала в Ангарск Иркутской области. Яковлев любил гуманитарные предметы, пел в хоре при Дворце пионеров, занимался в спортивной секции лёгкой атлетики, был кандидатом в мастера спорта.

### Театральная карьера
Окончил Иркутское театральное училище с красным дипломом по профессии «актёр театра кукол». Но ему не нравилось быть за ширмой, меньше месяца проработал в Иркутском кукольном театре.
Затем поехал в Москву. Поступил сразу в Щукинское училище, школу-студию МХАТ и ГИТИС, выбрал ГИТИС (учился в мастерской Людмилы Касаткиной), в 1990 году снялся в фильме «Сто дней до приказа».
Учась на третьем курсе ГИТИСа, сыграл короля Лира и понял, что в театре ему скучно. Работал с Любовью Полищук, Максимом Сухановым в мюзикле Максима Дунаевского, снялся во вгиковской короткометражке (мастерская Марлена Хуциева) После окончания института его пригласил Армен Борисович Джигарханян работать в свой театр. Работал параллельно дворником, вставал в 6 утра, убирал и бежал на репетицию к 10.
Считал Джигарханяна своим «вторым отцом». Участвовал в спектаклях «Казаки», «Двенадцатая ночь», «Лев Гурыч Синичкин». В годы работы у Джигарханяна подрабатывал на радио, записывал рекламу, снялся в главной роли в клипе Аллы Пугачёвой на песню «Речной трамвайчик».
Увидел по телевизору объявление, что «Иванушки International» ищут нового солиста взамен Игоря Сорина, когда он работал в театре Алексея Рыбникова. Яковлев записал песню «Белый шиповник» из рок-оперы «Юнона и Авось» и «Джорджию», кассету с записью этих песен отправил по почте в продюсерский центр Игоря Матвиенко.

### «Иванушки International»

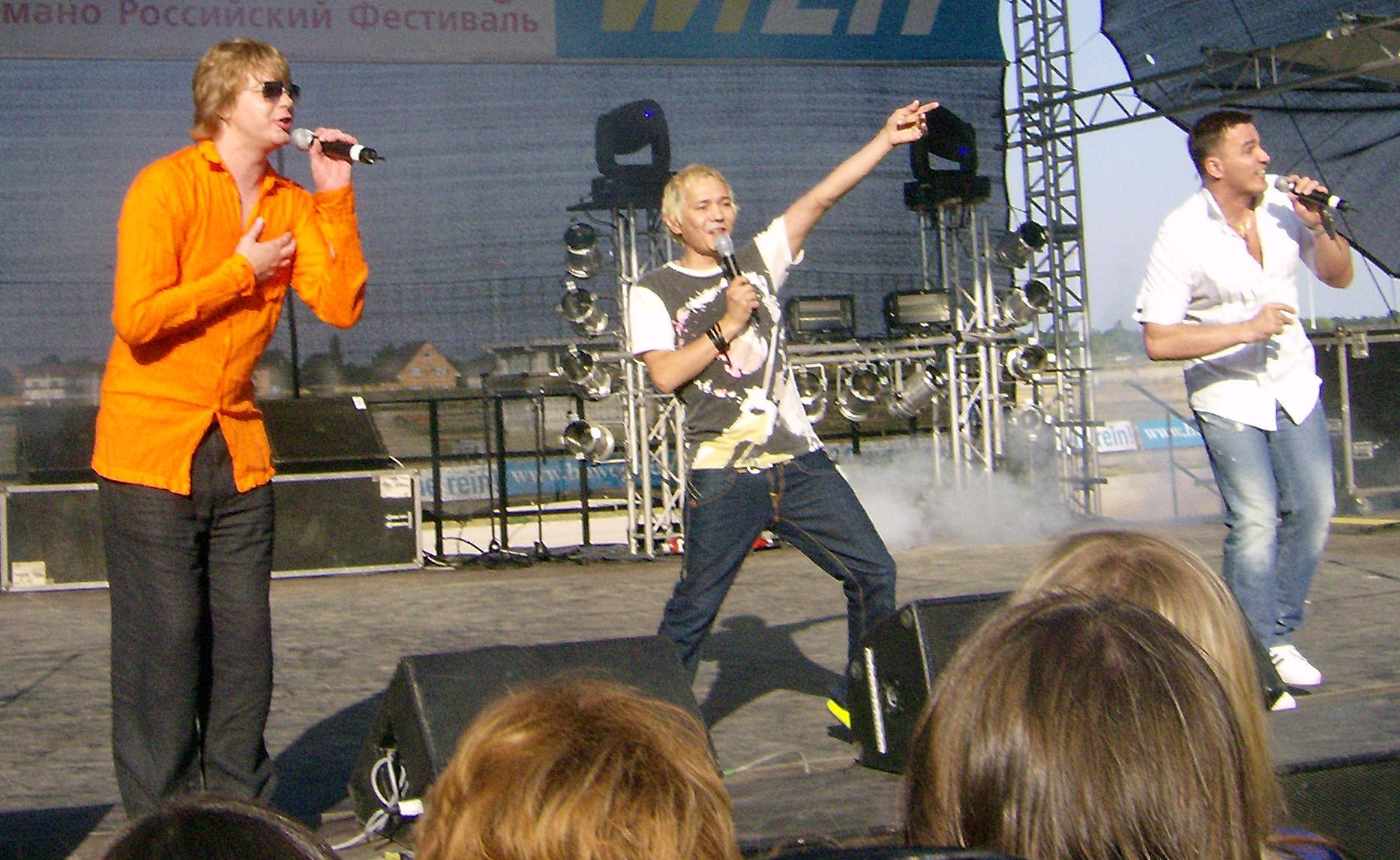
Берлин, июнь 2008 года

Проработал в группе «Иванушки International», по собственным словам, 17 лет, как основной солист — 15 лет (с 1998 по 2013 год).
В 1997 году принимал участие в записи альбома «Твои письма», спел и снялся в видеоклипе на песню «Кукла» вместе с остальными участниками группы, а в марте 1998 года стал её полноправным солистом, после того как в начале года группу покинул Игорь Сорин (Сорин был старше Яковлева на 8 дней).
1 марта 1998 года в Кирове «Иванушки» выступали в количестве четырёх человек, и тогда Игорь Сорин заявил об уходе. 3 марта песни уже пел Олег. После концерта фанатки буквально побили его.

Изначально пришлось туго, поклонницы Сорина на концертах скандировали: «Игорь, Игорь!».
Спасибо Матвиенко, что он сочинил для меня «Тополиный пух», и люди поняли, что я другой тембрально, я другой визуально, психически, у меня совершенно другие интересы. Когда произошло полностью осознание себя, то люди сразу почувствовали. С «Тополиным пухом» я нашёл себя именно вокально, ушёл тембр «Куклы Маши», и с этого момента всё сразу стало абсолютно по-другому. Девчонки поняли, что я не подражаю Сорину, я стал Олегом Яковлевым.
— 
В марте 2013 года закончил выступать в группе, официально продолжая числиться её солистом, после ухода из группы сольно исполнял песни «Иванушек».
После ухода Яковлева его место в группе занял украинский певец Кирилл Туриченко.

#### Дискография в составе группы «Иванушки International»
- 1997 — Твои письма (бэк-вокал)
- 1999 — Об этом я буду кричать всю ночь
- 2000 — Подожди меня...
- 2002 — Олег Андрей Кирилл
- 2005 — 10 лет во Вселенной

#### Клипы в составе группы «Иванушки International»
| Год    | Клип                                       | Режиссёр                     | Альбом                            |
| ------ | ------------------------------------------ | ---------------------------- | --------------------------------- |
| 1997   | «Кукла»                                    | Александр Андраникян         | «Твои письма»                     |
| 1998   | «Поверь, мне тоже очень жаль»              | Евгений Митрофанов           | «Твои письма»                     |
| 1998   | «Тополиный пух»                            | Олег Гусев                   | «Об этом я буду кричать всю ночь» |
| 1999   | «Снегири»                                  | Евгений Митрофанов           | «Об этом я буду кричать всю ночь» |
| 1999   | «Два океана»                               | Мария Лопатова               | «Об этом я буду кричать всю ночь» |
| 2000   | «Зачем вы, девочки, любите белобрысых»     | Григорий Константинопольский | «Ivanushki.Best.Ru»               |
|        | «Реви»                                     | Глеб Орлов                   | «Подожди меня»                    |
| «Беги» | Олег Гусев                                 |                              | «Подожди меня»                    |
| 2001   | «Капелька света»                           | Андрей Болтенко              | «Олег Андрей Кирилл»              |
| 2002   | «Золотые облака»                           | Дмитрий Захаров              | «Олег Андрей Кирилл»              |
| 2002   | «Безнадёга точка ру»                       | Филипп Янковский             | «Олег Андрей Кирилл»              |
| 2003   | «Букет сирени»                             | Дмитрий Захаров              | «10 лет во Вселенной»             |
| 2003   | «Билетик в кино»                           | Фёдор Бондарчук              | «10 лет во Вселенной»             |
| 2004   | «Я люблю»                                  | Роман Прыгунов               | «10 лет во Вселенной»             |
| 2005   | «За горизонт» (feat. Фабрика)              | Глеб Орлов                   | «10 лет во Вселенной»             |
| 2006   | «Иволга»                                   | Виктор Придувалов            |                                   |
| 2007   | «Не могу без тебя»                         | Филипп Готье                 |                                   |
| 2010   | «Новогодняя» (feat. детский хор «Великан») | неизвестен                   |                                   |

### Сольная карьера (2012—2017)

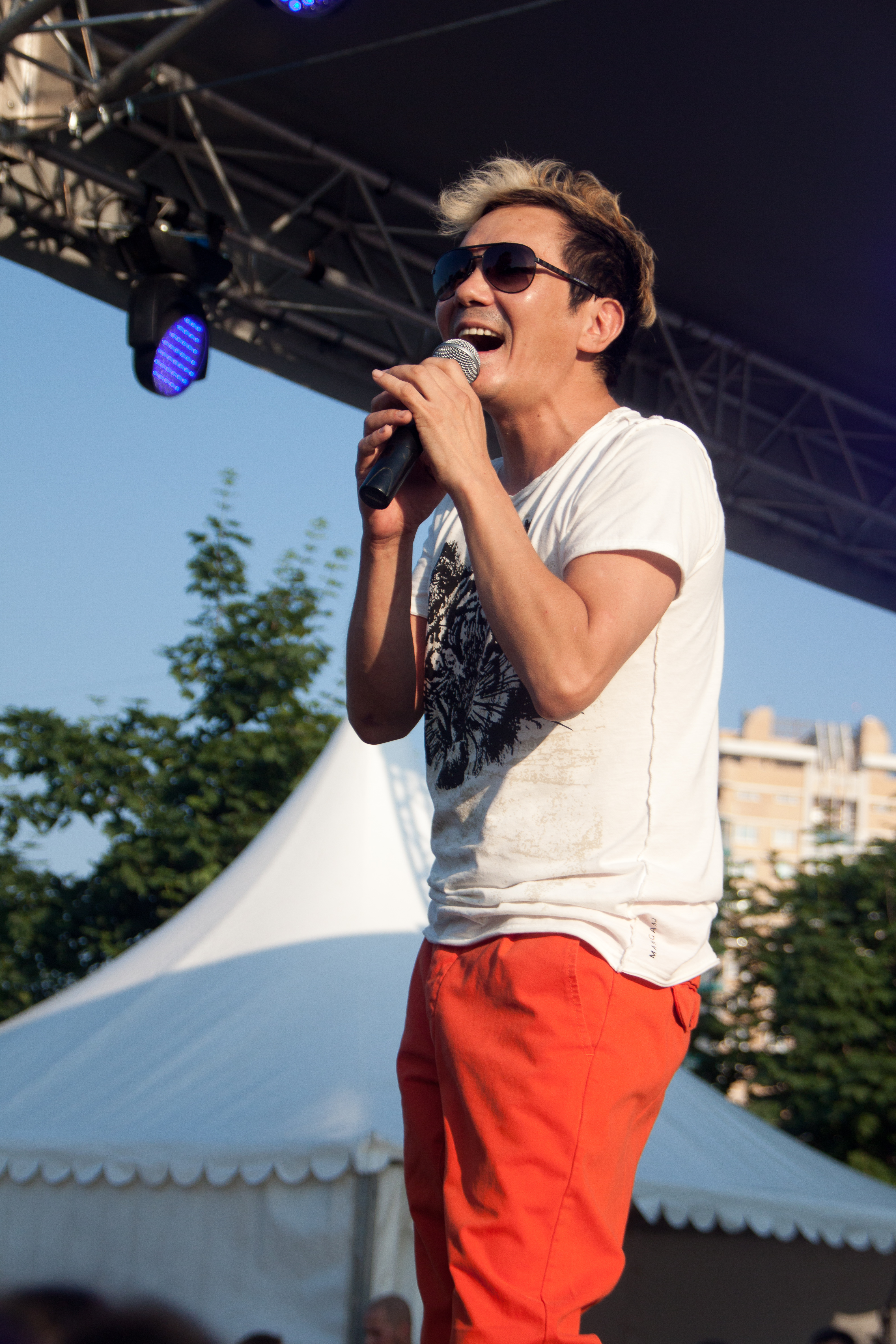
Олег Яковлев на празднике «Лучший город Земли» в р-не Гольяново (Москва), 29 июня 2013 года

В 2012 году Олег Яковлев начал сольную карьеру, решив временно отойти от работы в «Иванушках» и подготовить сольную программу.
Покинул группу в марте 2013 года, его поддержала Александра Куцевол. Она стала его директором и продюсером. Куцевол — телеведущая и тележурналист, работала на Муз-Тв, как режиссёр снимала фильм к 15-летию группы «Иванушки International». Игорь Матвиенко разрешил Яковлеву исполнять песни группы «Иванушки International».

Олег Яковлев: Я считаю, что Саша развалила группу, такой синдром Йоко Оно. Она начала говорить: «Ты лучший». Может быть, так оно и есть. На самом деле дала мне очень много силы и веры в себя. Ещё до 2013 года я три-четыре года мучил Матвиенко, показывал песни, которые я сочиняю. Саша утвердила меня в мысли, что я могу быть сольным артистом. Я благодарен ей за то, что у меня есть несколько лет впереди. Я хочу выпустить сольный диск, я хочу выпустить пару-тройку-четвёрку хитов, я хочу сделать очень красивые видео. Вы понимаете, что в группе я никогда бы этого не сделал. Я там был одним из трёх, а теперь я сольная единица.— 
Первый клип «Танцуй с закрытыми глазами» сняли на отдыхе во время «медового месяца» на Мальдивах, в нём снялись Александра Куцевол и Олег Яковлев.
| Год  | Песня/Клип                             | Режиссёр                         |
| ---- | -------------------------------------- | -------------------------------- |
| 2012 | «Фрагменты»                            |                                  |
| 2012 | «Оставь себе»                          |                                  |
| 2012 | «Новая жизнь»                          |                                  |
| 2012 | «Кукольные слёзы»                      |                                  |
| 2013 | «Танцуй с закрытыми глазами»           | Роман Кучерский                  |
| 2013 | «Позвонишь мне после трёх шампанского» | Андрей Кириллов                  |
| 2013 | «Олимпиада 14»                         |                                  |
| 2014 | «Море синее»                           | Александр Катин                  |
| 2014 | «В рапиде»                             | Алексей Боев                     |
| 2015 | «Новогодняя»                           | Олег Яковлев, Александра Куцевол |
| 2015 | «Прости»                               |                                  |
| 2016 | «Мания»                                | Екатерина Санникова              |
| 2017 | «Джинсы»                               |                                  |
| 2017 | «Не плачь»                             |                                  |

В 2001 году снимался вместе с Ренатой Литвиновой в клипе Аллы Пугачёвой «Речной трамвайчик».

### Болезнь и смерть
28 июня 2017 года в СМИ появилась информация о том, что Олег Яковлев госпитализирован в тяжёлом состоянии, впоследствии попал в реанимацию с диагнозом «двусторонняя пневмония, вызванная циррозом печени». 29 июня в 07:05 утра певец скончался на 48-м году жизни в одной из клиник Москвы. Причиной смерти стала остановка сердца. Прощание с Олегом Яковлевым состоялось 1 июля в Троекуровском доме Некрополь. Тело кремировано на Троекуровском кладбище Москвы. 7 августа, на 40-й день после смерти, прах был захоронен на Троекуровском кладбище (участок № 15, могила № 664).

### Версия смерти
В 2018 году продюсер Игорь Матвиенко, отвечая на вопрос об истинных причинах смерти Яковлева, отметил, что его погубила зависимость от алкоголя, а Игоря Сорина — зависимость от наркотиков.

### Наследство
Согласно завещанию, имущество Яковлева на сумму 200 миллионов рублей: 3 квартиры и комната в Москве, Санкт-Петербурге и Черногории — отошло к племяннице Татьяне и университетскому другу, актёру Роману Радову.

### Семья
Отец (род. пр. 1950) — военный, узбек. 
Мать — Людмила Жамсараевна Гомбожаева (дев. Яковлева) (16 июля 1933—1996), учительница русского языка и литературы, болела диабетом, бурятка. Мать была буддисткой, а отец — мусульманином, сам Олег исповедовал православие.
Единоутробные сёстры — Светлана (1955—2010) и Дора (род. 1962).
- Племянница — Татьяна (род. пр. 1977)[35], от старшей сестры Светланы (сестра умерла в 2010 году от рака[35]).
  - Внучатые племянники — Марк и Гарик Яковлевы[4][41].

### Личная жизнь
В студенческие годы встречался с Еленой Грищенко, которая потом стала актрисой иркутского ТЮЗа.
В 2001 году жил с певицей Ириной Дубцовой.
Фактическая супруга — Александра Валерьевна Куцевол (род. 7 сентября 1981, Нефтеюганск).
Детей нет.

### Спорт
Занимался в спортивной секции лёгкой атлетики, был кандидатом в мастера спорта. Увлекался игрой в бильярд.

## Фильмография
| Год  |   | Название                             | Роль                     |
| ---- | - | ------------------------------------ | ------------------------ |
| 1990 | ф | Сто дней до приказа                  | эпизод                   |
| 2000 | ф | Старые песни о главном. Постскриптум | Имя персонажа не указано |
| 2006 | ф | Первый Скорый                        | эпизод                   |
| 2007 | ф | Первый дома                          | студент-игрок            |
| 2007 | ф | День выборов                         | «Иван и Ушки»            |
| 2007 | с | Любовь не шоу — бизнес               | камео                    |

Написал сценарий для мультфильма, начал писать сценарий для фильма.

## Документальный фильм
- «Игорь Сорин и Олег Яковлев» из цикла «Прощание» (ТВ Центр, 2017).

## Телевидение
Вместе с Александрой Куцевол вёл телепрограмму «ВКонтакте Live» на молодёжном музыкальном телеканале Russian Musicbox.